# Csányi Miklós
Csányi Miklós (Békéscsaba, 1940. október 5. – Budapest, 1997. május 17.) magyar filmrendező.

## Életpályája
1958–1963 között a József Attila Tudományegyetem Bölcsészettudományi Karának magyar-történelem szakos hallgatója volt. 1963–1964 között Budapesten mint a Filmtudományi Intézet gyakornoka szerkesztőként dolgozott. 1964–1968 között a Színház- és Filmművészeti Főiskola hallgatója volt Herskó János osztályában. 1968–1986 között a Magyar Televízió ifjúsági osztályának rendezője volt. 1986-tól a művelődési főszerkesztőség vezető rendezője volt.
Szegeden az Egyetemi Színpadon kezdte művészi pályáját, s rendezői tevékenysége mellett amatőr filmesként is bemutatkozott. Főiskolás évei alatt több játékfilm készítésében vett részt mint asszisztens és epizodista (Bors (1968), Az özvegy és a százados (1967), Szevasz, Vera! (1969), Fényes szelek (1969). A Balázs Béla Stúdió tagjaként forgatta a Boldogság (1968) című riportfilmet.

## Filmjei

### Rendezőként
- Az özvegy és a százados (1967)
- Boldogság (1968)
- Szombattól hétfőig (1969)
- Korlátfa (1969)
- Készítsünk együtt filmet (1969)
- Holtidő (1970)
- Hagyományok, avagy barcikai torreádorok (1970)
- A jövő század zenéje (1970)
- Hévízi csoda (1971)
- Cseppek (1971)
- Az ajtó (1971)
- Ászja (1971)
- Ismerje meg Samu Gézát! (1972)
- Levelek Petőfi naplójából (1972)
- Utazás a Holdba 1-3. (1974) (forgatókönyvíró is)
- Aucassin és Nicolette (1974)
- Petőfi Erdélyben (1974)
- Cigánykerék (1976)
- Kék könyv (1976)
- Kenyér és cigaretta (1976) (forgatókönyvíró is)
- Hátország - Siófok (1976)
- Fény és mosoly (1976)
- …hogy magának milyen mosolya van! (1977)
- Parabola (1977–1983)
- Szuperbola (1977–1983)
- Rest Miska (1979) (forgatókönyvíró is)
- Három kövér (1983)
- Jégapó (1984)
- Vidám fiúk (1987)
- István király napja (1987)
- Családi kör (1989–1994)
  - Törések (1989)
  - Vadmacska-karmok (1990)
  - Vasárnapi séták (1994)
  - Zsúfolt délután (1994)
  - Krémeszabáló (1994)
- Halálfuga (1989)
- Arauralom (1989)
- Közjáték (1989)
- Öt színes karika I.-XXI. (1992)
- Olimpiai Rapszódia (1992)
- Magyarok Ohióban (1992)
- A Mikó-filmgyűjtemény (1993)
- Krémes zabáló (1994)
- A Hold-jármű alkotója (1994)
- Brundibár (1995)
- A kis kéményseprő (1995)
- Szamárfül, avagy ió, ció, áció (1996)
- Magyar zenei emlékek Amerikában (1996)
- A Mars-jármű alkotói (1996)

### Színészként
- Ezek a fiatalok (1967)
- Szevasz, Vera! (1967)
- Alfa Rómeó és Júlia (1968)
- Fényes szelek (1969)
- Feldobott kő (1969)
- Sirokkó (1969)
- A nagy kék jelzés (1970)